# きりん座アルファ星
きりん座α星（きりん座アルファせい、α Camelopardalis / α Cam）は、O型超巨星で、視等級は4.29等である。きりん座では、きりん座β星、きりん座CS星に次いで3番目に明るい。各星座のα星の中では地球から最も遠く、約5,200光年離れた場所にある。

## 特徴
質量が太陽の32倍ある大質量星で、表面温度は29,000K、光度は太陽の68万倍に上る。
複合的な光度変化を示す変光星で、非動径震動による変光が起きていると考えられる。変光に伴って、光球面で生じる吸収線は、視線速度の変化による波長の偏移がみられる。変動の周期はよくわかっていないが、0.36日から2.93日の間で変化するとみられる。恒星から放出される恒星風は断続的で、恒星風の中には大小の塊状構造が見られる。この恒星は、恒星風によって大量に質量を放出し、1年当たり5.1－6.5 ×10−6太陽質量を失っている。
1978年、この恒星が周期46.8日の分光連星である可能性が報じられ、その後BTA-6での観測により、1986年には3.68日周期、離心率0.45の周回軌道で伴星が公転していると推定された。しかし2007年に、伴星によると思われていたスペクトルの変動が、恒星大気、或いは恒星風の変化によるものとする結果が発表され、単独星と考えられるようになった。ハレアカラ天文台のAEOS望遠鏡で補償光学を採用した観測や、キットピーク国立天文台のメイオール望遠鏡によるスペックル・イメージングでも、伴星は検出できていない。

## 起源
1961年、ブラウはこの恒星の空間速度がとても大きく、散開星団NGC 1502から飛び出した逃走星 (a runaway star) の可能性があると発表した。この恒星と星団の運動のし方だけでなく、高銀緯で周辺にアソシエーションがないことも、そう推測する理由となっている。

## 星周構造
このような、超音速で星間物質中に恒星風を放出する逃亡星は、ラム圧によってバウショックを形成する。1988年、IRASの観測データを精査することでバウショックの可能性がある構造が見つかり、紫外線や可視光でもショック形成の証拠が得られ、WISEによる観測では見事なバウショックが撮影されている。写し出されたショックの大きさは、長さ15pc、幅4.7pcにも及ぶ。

## 名称
ヨーロッパあるいはアラビア系の固有名はない。
中国では、紫微垣の星官紫微右垣の第6星であり、紫微右垣六と呼ばれる。また、右垣の星々にはそれぞれ名前が付いており、きりん座α星の名は少衛だが、これらの名は紫微左垣と共通のものが多く、左垣ではケフェウス座π星が少衛である。